# Амарі Нгоне Нделла
Амарі Нгоне Нделла (д/н —1809) — 25-й дамель (володар) держави Кайор в 1790—1809 роках. Повне ім'я Амарі Нгоне Нделла Кумба Фалл.

## Життєпис
Походив з династії Фалл. 1790 року після смерті Бірам Фатім Пенди обирається новим дамелем Кайору і теігне Баолу.
Продовжив боротьбу проти імамамту Фута Торо. 1794 року спільно з військами держави Ваало у запеклій битві біля Бунгхое завдав рішучої поразки імаму Абдул-Кадіру Кане, якого було захоплено у полон. Після цього загроза з боку Фута-Торо на тривалий час зникла.
Наприкінці панування зіткнувся з повстання народу лебу (мешкав на півострові Зеленого мису), невдоволеного надмірними податками. Спроби придушити повстання виявилися марними. Амарі Нгоне Нделла боровся з лебу до самої смерті у 1809 році. Йому спадкував родич Біріма Фатма Тіуб.